# JOINT
《JOINT》（日语：ジョイント）是川田真美的第5張單曲。 2007年10月31日由NBC环球娱乐發售。

## 概要
《JOINT》初回限定版附音樂影片的DVD。《JOINT》和《triangle》中的歌詞，部分出自《灼眼的夏娜II》的資料和劇本出來的言詞。以上兩首歌均被收錄在《SAVIA》專輯之中。這首歌也讓川田真美的歌首次進入ORICON排行榜前十名。同時，也獲得こむちゃっとカウントダウン第一名。

## 收錄曲
1. JOINT [3:58]
作詞：川田真美／作曲：中澤伴行／編曲：中澤伴行、尾崎武士
  - MBS・TBS系電視動畫『灼眼的夏娜II』前期主題曲
2. triangle [4:48]
作詞：川田真美／作曲・編曲：高瀬一矢
  - MBS・TBS系電視動畫『灼眼的夏娜II』前期主題曲
3. JOINT -Instrumental-
4. triangle -Instrumental-

## PV分配角色
- 川田真美
- 尾崎武士（I've）
- ハリー吉田（I've USA）

## PV工作人員
- 總和製片人：一法師康孝（FUCTORY records／I've）
- 製片人：石原裕久（DNA）
- 導演：森田一平（SALOON）
- 攝影：森田一平（SALOON）
- 照明：中川大輔
- VE：TAKESHI YAMAGUCHI（GS）
- 美術：KOZEN FUJIWARA
- 髮型＆化妝：須賀千尋
- 顧問：前田千佳子（MORIS）
- Editor：MAKOTO AMEMIYA
- MAV：YOSUKE HAGA
- 生產：Dance Not Act
- Special Thanks：BOSSA NOVA
- 演出總數：I've&Geneon Universal Entertainment Japan, LLC.

## 註解
1. ↑  2007年12月8放送的A&Gメディアステーション こむちゃっとカウントダウン第270回，打破了水樹奈奈連續13週第一名的《MASSIVE WONDERS》，得到了第一名。

## 外部連結
- GENEON UNIVERSAL ENTERTAINMENT
- 川田まみ Official Website
- 川田真美 GENEON OFFICIAL WEB SITE
- 電視動畫「灼眼的夏娜」官方網站（页面存档备份，存于）